# Championnats du monde de x-trial 2012
Pour les articles homonymes, voir Trial (homonymie).
Navigation
2011 2013
Les championnats du monde de x-trial 2012 sont une compétition internationale de sport motocycliste sous l'égide de la Fédération internationale de motocyclisme (FIM). Les championnats se déroulent en sept manches entre janvier et mars 2012 et ils sont remportés par l'espagnol Toni Bou.
Le trial est une discipline sportive qui consiste à franchir des obstacles à moto. Par extension, le terme trial désigne la discipline sur parcours en extérieur avec obstacles naturels tandis que le terme x-trial se réfère aux parcours en intérieur avec obstacles artificiels.

## Calendrier
| #         | Lieu              | Date            |
| --------- | ----------------- | --------------- |
| 1re étape | Strasbourg        | 13 janvier 2012 |
| 2e étape  | Genève            | 21 janvier 2012 |
| 3e étape  | Marseille         | 27 janvier 2012 |
| 4e étape  | Madrid            | 3 mars 2012     |
| 5e étape  | Palma de Majorque | 11 mars 2012    |
| 6e étape  | Milan             | 17 mars 2012    |
| 7e étape  | Paris             | 31 mars 2012    |

## Pilotes
Quatorze trialistes gagnent des points à ces championnats du monde : Toni Bou, Adam Raga, Albert Cabestany, Jeroni Fajardo, Takahisa Fujinami, Michael Brown, Loris Gubian, Alfredo Gomez, Pol Tarrés, Daniel Oliveras, Jack Challoner, Benoit Dagnicourt, Alexandre Ferrer et Giacomo Saleri.

## Résultats
À chaque manche les huit meilleurs remportent des points. L'espagnol Toni Bou devient champion du monde avec un total de 140 points soit sept victoires en sept étapes.

### Podium par manche
| #         | Lieu              | Premier (20 points) | Deuxième (15 points) | Troisième (12 points) |
| --------- | ----------------- | ------------------- | -------------------- | --------------------- |
| 1re étape | Strasbourg        | Toni Bou            | Adam Raga            | Albert Cabestany      |
| 2e étape  | Genève            | Toni Bou            | Albert Cabestany     | Takahisa Fujinami     |
| 3e étape  | Marseille         | Toni Bou            | Adam Raga            | Albert Cabestany      |
| 4e étape  | Madrid            | Toni Bou            | Adam Raga            | Albert Cabestany      |
| 5e étape  | Palma de Majorque | Toni Bou            | Albert Cabestany     | Takahisa Fujinami     |
| 6e étape  | Milan             | Toni Bou            | Adam Raga            | Albert Cabestany      |
| 7e étape  | Paris             | Toni Bou            | Jeroni Fajardo       | Takahisa Fujinami     |

### Classement général
| #  | Pilote            | Points |
| -- | ----------------- | ------ |
| 1  | Toni Bou          | 140    |
| 2  | Albert Cabestany  | 87     |
| 3  | Adam Raga         | 84     |
| 4  | Takahisa Fujinami | 69     |
| 5  | Jeroni Fajardo    | 51     |
| 6  | Loris Gubian      | 33     |
| 7  | Michael Brown     | 20     |
| 8  | Alfredo Gomez     | 8      |
| 9  | Alexandre Ferrer  | 6      |
| 10 | Pol Tarrés        | 5      |
| 11 | Daniel Oliveras   | 3      |
| 11 | Jack Challoner    | 3      |
| 12 | Benoit Dagnicourt | 2      |
| 13 | Giacomo Saleri    | 1      |